# Fontaine-le-Pin
Fontaine-le-Pin è un comune francese di 365 abitanti situato nel dipartimento del Calvados nella regione della Normandia.

## Società

### Evoluzione demografica
Abitanti censiti